# Teucrium turredanum
Teucrium turredanum o romerillo de Turre es una planta perenne de la familia de las labiadas, descrito por Taurino Mariano Losa y Salvador Rivas Goday. Endemismo del levante de la provincia de Almería, Andalucía, España.

## Etimología
Turredanum, de Turre, localidad al pie de la Sierra de Cabrera, provincia de Almería, Andalucía sur oriental.

## Morfología
Mata herbácea de un máximo de unos 35 cm. Los tallos son rectos y gruesos, con pelos finos, ondulados y blanquecinos. Las hojas se encuentran en niveles de cuatro hojas, lanceoladas o lineares. Flores zigomorfas en inflorescencias, hermafroditas y pentámeras, de cuatro estambres y gineceo bicarpelar, en cabezuelas sobre cortos rabos, en racimos. Cáliz tubular acampanado, con sépalos tomentoso-pubescentes. Corola con pétalos soldados en un solo labio, de color blanco o crema. El fruto es una pequeña nuez o la unión de dos o tres, de color pardo o negro.

## Vida y reproducción
La floración se produce en verano, entre julio y agosto, hasta septiembre.

## Hábitat y ecología
Crece en zonas con piso bioclimático termomediterráneo y ombroclima semiárido. En suelos gipsícolas, en yeseras de la provincia de Almería, en tomillares de bajo porte, estepares algo nitrificados, sobre suelos yesosos, algo pedregosos, bordes de ramblas y caminos. Forma parte de comunidades Helianthemum alypoides–Gypsophiletum struthii, entre 50 y 620 m s. n. m. La forma y pilosidad de sus hojas le permite ahorrar agua.

## Endemia
Es endémica del sureste y levante de la provincia de Almería, cerca de las localidades de Turre y Garrucha, en la base de la Sierra de Cabrera, río Aguas y en el paraje natural de los Karst en yesos de Sorbas.